# فعالیت فیزیکی

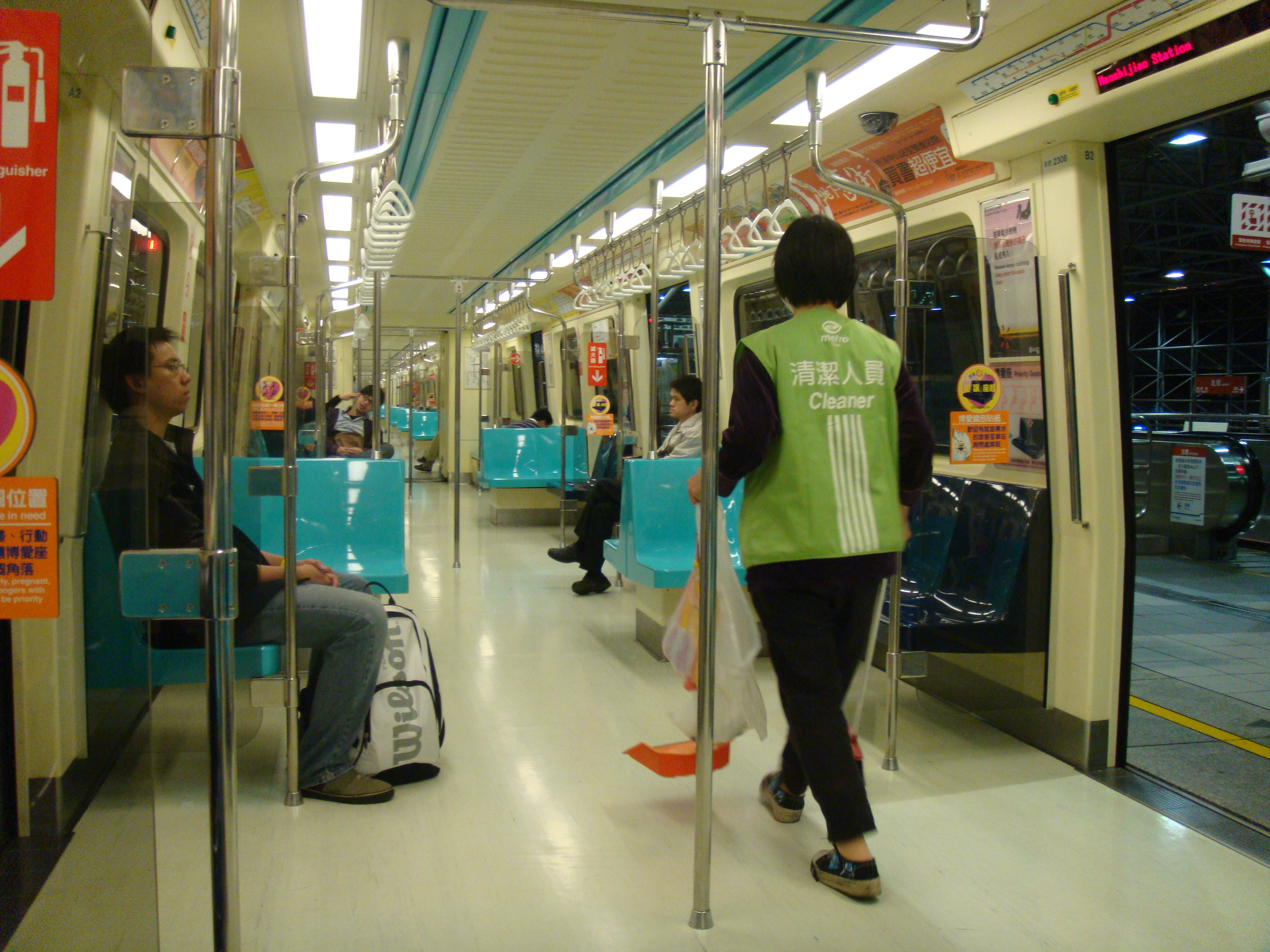
فعالیت فیزیکی فقط تمرین نیست. بلکه شامل تحرکات است. مانند تمیزکردن، کار کردن و...

فعالیت فیزیکی به هر گونه حرکت اعضای بدن که توسط ماهیچه‌ها انجام می‌شود و نیاز به مصرف انرژی دارد مانند حرکاتی که طی کار کردن، بازی کردن، انجام کارهای منزل، جابه‌جایی‌ها و انجام فعالیت‌های تفریحی گفته می‌شود.